# Radivoje Krivokapić
Radivoje Krivokapić (en serbio: Радивоје Кривокапић; Senta, RS de Serbia, 11 de septiembre de 1953-Senta, Serbia, 12 de noviembre de 2024) fue un balonmanista yugoslavo que jugó en la posición de lateral izquierdo.

## Carrera

### Club
| Periodo   | Club                 |
| --------- | -------------------- |
| 1972-1973 | RK Partizan Belgrad  |
| 1973-1976 | RK Potisje Ada       |
| 1977-1982 | RD Slovan Ljubljana  |
| 1982–1983 | SG Dietzenbach       |
| 1983–1985 | Tecnisa Alicante     |
| 1986–1987 | Tecnisán Alicante    |
| 1987–1990 | Club Balonmano Elche |

### Selección nacional
A nivel internacional Krivokapić representó a Yugoslavia en los Juegos Olímpicos de Montreal 1976. También participó en dos ediciones del Campeonato Mundial de Balonmano, donde fue finalista en la edición de 1982.
También ganó la medalla de oro en los Juegos Mediterráneos de 1979.

## Vida personal y muerte
Sus nietos Marko Krivokapić y Milorad Krivokapić también son balomanistas. El 12 de noviembre de 2024, murió en su ciudad natal Senta a los 71 años, víctima de un ataque cardíaco.

## Logros

### Club
- Campeonato Yugoslavo de Balonmano (1): 1978/79

### Selección nacional
- Juegos Mediterráneos (1): 1979